# Рамбруш
Рамбруш (на люксембургски: Rammerech) е община в Люксембург, окръг Дикирх, кантон Реданж.
Има обща площ от 79,09 км². Населението ѝ е 3770 души през 2009 година.

## Състав
Общината се състои от 17 села:
- (Bilschdref)
- (Bungeref)
- (Bungeref-Poteau)
- (Eschent)
- (Flatzbur)
- (Foulscht)
- (Holz)
- (Hueschtert)
- (Kietscht)
- (Pärel)
- Рамбруш (Rammerech)
- (Risenhaff)
- (Rombech)
- (Schwiddelbruch)
- Арсдорф (Uerschdref)
- (Uewermaarteleng)
- (Wolwen)